# LXXXIV Corpo de Exército (Alemanha)
O LXXXIV Corpo de Exército (em alemão:LXXXIV. Armeekorps) foi um Corpo de Exército alemão que operou durante a Segunda Guerra Mundial.

## Comandantes
| Comandante                                     | Data                                       |
| ---------------------------------------------- | ------------------------------------------ |
| General der Artillerie Hans Behlendorff        | 25 de maio de 1942 - 1 de abril de 1943    |
| General der Infanterie Gustav-Adolf von Zangen | 1 de abril de 1943 - 1 de agosto de 1943   |
| General der Artillerie Erich Marcks            | 1 de agosto de 1943 - 12 de junho de 1944  |
| General der Artillerie Wilhelm Fahrmbacher     | 12 de junho de 1944 - 14 de junho de 1944  |
| General der Infanterie Dietrich von Choltitz   | 15 de junho de 1944 - 3 de julho de 1944   |
| Generalleutnant Otto Elfeldt                   | 30 de julho de 1944 - 20 de agosto de 1944 |

## Área de operações
| França & Normandia | maio de 1942 - agosto de 1944 |